# 上海长海医院
上海长海医院（中国人民解放军海军军医大学第一附属医院），位于上海市杨浦区，隶属中国人民解放军海军军医大学，是三级甲等医院。

## 简介
1949年5月上海战役结束后，华东军区暨第三野战军后勤卫生部接管位于新市区长海路174号的联勤第二总医院。1949年7月，将其组建为华东军区人民医学院附属医院。随学校更名，该医院改称上海军医大学附属医院。1951年7月更名中国人民解放军第二军医大学附属医院。1958年9月建制为中国人民解放军第二军医大学第一附属医院。1954年起收治地方病人。1962年起对外称长海医院。1969年9月随第二军医大学调驻陕西省西安市。1975年8月迁回上海。1993年第一批评为三级甲等医院。1999年获得“全国百佳医院”称号。2017年，因第二军医大学与海军医学研究所合并调整组建为海军军医大学，随之更名为中国人民解放军海军军医大学第一附属医院。
医院是目前上海市单体规模最大的医院。截至2010年代，拥有14个国家临床重点专科、11个上海市级重点学科、15个国家级重点学科，15个全军医学专科研究中心、4个军队重点实验室、1个国家临床研究中心。医院在胸心外科、烧伤外科、消化系及胰腺疾病诊治、前列腺疾病及复杂泌尿系结石微创治疗、心脑大血管疾病内外科诊治、中西医结合治疗肿瘤、血液病干细胞移植等方面的临床综合实力居上海市各医院前列。

## 历任领导
| 院长 - 彭克（1949年7月—1952年9月） - 孙惠民（1952年9月—1953年3月） - 詹彪（1958年7月—1971年7月） - 杨经南（1971年5月—1978年11月） - 姚延（1978年11月—1980年10月） - 董坤明（1980年10月—1988年8月） - 姜贞祥（1988年8月—1994年3月） - 吴灿（1994年3月—1998年2月） - 黄伟灿（1998年5月—2002年2月） - 李静 大校（2002年2月—2009年12月） - 孙颖浩 大校（2009年12月—2012年7月） - 张从昕 大校（2012年8月—？） - 钟海忠（现任） | 政治委员 - 张克威（1949年7月—1950年10月） - 徐珍（1951年10月—1953年1月） - 赵安泰（1956年10月—1960年9月） - 余树棠（1960年8月—1964年6月） - 许高群（1964年4月—1977年10月） - 斯璐（1971年5月—11月） - 沈云康（1975年12月—1978年1月） - 王志俊（1978年11月—1983年6月） - 梁士全（1983年6月—1987年6月） - 姜贞祥（1988年8月—1994年3月） - 任起顺（1990年6月—1994年7月） - 宋昌祥（1994年6月—1996年3月） - 邱长荣 大校（1996年11月—2007年） - 夏阳 大校（2006年8月—2015年） - 包尔基 大校（2015年9月16日—？） - 吴伟（现任） |

## 优秀历史建筑
- 上海市立博物馆：长海医院的影像楼原为上海市立博物馆，是大上海计划中的一部分。目前该楼是上海市第二批近代优秀保护建筑[6]。
- 中国航空协会大楼：长海医院内的中国人民解放军第二军医大学校史陈列馆原为中国航空协会大楼（飞机楼），亦是大上海计划中的一部分。目前该楼是上海市第四批近代优秀历史建筑。